# Ludcinio Marengo
Ludcinio Marengo (Amsterdam, 14 settembre 1991) è un ex calciatore olandese, di ruolo attaccante.

## Carriera

### Club

#### Volendam
Ha cominciato la carriera con la maglia del Volendam, in Eerste Divisie. Il 15 ottobre 2010 si è affacciato per la prima volta in prima squadra, quando si è accomodato in panchina nella vittoria casalinga per 2-1 sui Go Ahead Eagles, sfida valida per la 9ª giornata del campionato 2010-2011.
Per l'esordio ha dovuto attendere il 13 febbraio 2012, subentrando a Dominique van Dijk nel successo per 1-2 maturato sul campo dell'AGOVV. Il 25 febbraio 2013 ha trovato la prima rete con questa maglia, nel 6-1 inflitto al Dordrecht.
Rimasto in squadra per cinque stagioni, ha totalizzato 118 presenze e 21 reti tra tutte le competizioni.

#### ADO Den Haag
Il 10 gennaio 2015, l'ADO Den Haag ha reso noto l'ingaggio di Marengo a parametro zero, col giocatore che si sarebbe trasferito nella nuova squadra a partire dal 1º luglio successivo: il giocatore si è legato al nuovo club con un contratto triennale. Ha esordito in Eredivisie in data 11 agosto 2015, subentrando a Roland Alberg nel 2-2 casalingo sul PSV. L'11 settembre 2016 ha trovato il primo gol nella massima divisione olandese, nella sconfitta per 3-1 sul campo del Feyenoord.

#### Go Ahead Eagles
Il 31 gennaio 2017, Marengo è passato ai Go Ahead Eagles con la formula del prestito. Il 4 febbraio successivo ha effettuato il proprio debutto, sostituendo Sam Hendriks nella sconfitta per 1-2 patita in casa del NEC. Ha disputato 6 partite nel corso di questa porzione di stagione in squadra, terminata con la retrocessione dei Go Ahead Eagles in Eerste Divisie.

#### Brann
Il 16 agosto 2017, i norvegesi del Brann – militanti in Eliteserien, massima divisione del campionato – hanno ufficializzato l'ingaggio di Marengo, che si è legato al club fino al 31 luglio 2019. Ha scelto la maglia numero 14. Ha esordito in squadra il 20 agosto, schierato titolare nella vittoria per 2-4 arrivata sul campo del Viking. Il 26 novembre ha segnato la prima rete, nel 2-2 casalingo arrivato contro il Tromsø.

## Statistiche

### Presenze e reti nei club
Statistiche aggiornate al 30 novembre 2017.
| Stagione            | Club                | Campionato          | Campionato | Campionato | Coppe nazionali | Coppe nazionali | Coppe nazionali | Coppe continentali | Coppe continentali | Coppe continentali | Supercoppe | Supercoppe | Supercoppe | Totale | Totale |
| Stagione            | Club                | Comp                | Pres       | Reti       | Comp            | Pres            | Reti            | Comp               | Pres               | Reti               | Comp       | Pres       | Reti       | Pres   | Reti   |
| ------------------- | ------------------- | ------------------- | ---------- | ---------- | --------------- | --------------- | --------------- | ------------------ | ------------------ | ------------------ | ---------- | ---------- | ---------- | ------ | ------ |
| 2010-2011           | Volendam            | 1D                  | 0          | 0          | CO              | 0               | 0               | -                  | -                  | -                  | -          | -          | -          | 0      | 0      |
| 2011-2012           | Volendam            | 1D                  | 9          | 0          | CO              | 0               | 0               | -                  | -                  | -                  | -          | -          | -          | 9      | 0      |
| 2012-2013           | Volendam            | 1D                  | 32+4       | 4+1        | CO              | 1               | 0               | -                  | -                  | -                  | -          | -          | -          | 37     | 5      |
| 2013-2014           | Volendam            | 1D                  | 34         | 6          | CO              | 1               | 0               | -                  | -                  | -                  | -          | -          | -          | 35     | 6      |
| 2014-2015           | Volendam            | 1D                  | 32+3       | 10+0       | CO              | 3               | 0               | -                  | -                  | -                  | -          | -          | -          | 38     | 10     |
| Totale Volendam     | Totale Volendam     | Totale Volendam     | 106+7      | 20+1       |                 | 5               | 0               |                    | -                  | -                  |            | -          | -          | 118    | 21     |
| 2015-2016           | ADO Den Haag        | ED                  | 21         | 0          | CO              | 1               | 1               | -                  | -                  | -                  | -          | -          | -          | 22     | 1      |
| 2016-gen. 2017      | ADO Den Haag        | ED                  | 14         | 1          | CO              | 1               | 0               | -                  | -                  | -                  | -          | -          | -          | 15     | 1      |
| gen.-giu. 2017      | Go Ahead Eagles     | ED                  | 6          | 0          | CO              | -               | -               | -                  | -                  | -                  | -          | -          | -          | 6      | 0      |
| ago. 2017           | ADO Den Haag        | ED                  | 0          | 0          | CO              | 0               | 0               | -                  | -                  | -                  | -          | -          | -          | 0      | 0      |
| Totale ADO Den Haag | Totale ADO Den Haag | Totale ADO Den Haag | 35         | 1          |                 | 2               | 1               |                    | -                  | -                  |            | -          | -          | 37     | 2      |
| ago.-dic. 2017      | Brann               | ES                  | 8          | 1          | CN              | -               | -               | UEL                | -                  | -                  | SN         | -          | -          | 8      | 1      |
| Totale              | Totale              | Totale              | 155+7      | 22+1       |                 | 7               | 1               |                    | -                  | -                  |            | -          | -          | 169    | 24     |